# Keegan Kolesar
Keegan Kolesar (né le 8 avril 1997 à Brandon dans la province du Manitoba au Canada) est un joueur de hockey sur glace. Il évolue à la position d'ailier droit. 

## Biographie

### Chez les professionnels
Il est repêché au 3e tour, en 69e position au total, par les Blue Jackets de Columbus lors du repêchage d'entrée dans la LNH 2015. Le 20 décembre 2015, il signe son contrat d'entrée de 3 ans avec les Blue Jackets. Le 24 juin 2017, au cours du repêchage d'entrée dans la LNH 2017, il est échangé aux Golden Knights de Vegas afin que les Blue Jackets puissent choisir au 2e tour, en 45e position l'attaquant français Alexandre Texier. À sa troisième saison dans la LAH, il est rappelé par les Golden Knights, le 10 janvier 2020. Le lendemain, il dispute son premier match en carrière dans la LNH face à Columbus.
Le 22 mars 2021, il inscrit son premier but en carrière dans la LNH en troisième période face aux Blues de Saint-Louis.
Il remporte la Coupe Stanley 2023 avec les Golden Knights.

## Statistiques

### En club
| Saison     | Équipe                  | Ligue      |     | Saison régulière | Saison régulière | Saison régulière | Saison régulière | Saison régulière |    | Séries éliminatoires | Séries éliminatoires | Séries éliminatoires | Séries éliminatoires | Séries éliminatoires |
| Saison     | Équipe                  | Ligue      | PJ  | B                | A                | Pts              | Pun              | PJ               | B  | A                    | Pts                  | Pun                  |                      |                      |
| 2012-2013  | Thunderbirds de Seattle | LHOu       | 1   | 0                | 0                | 0                | 0                | 2                | 0  | 0                    | 0                    | 0                    |                      |                      |
| 2013-2014  | Thunderbirds de Seattle | LHOu       | 60  | 2                | 6                | 8                | 45               | 9                | 0  | 2                    | 2                    | 2                    |                      |                      |
| 2014-2015  | Thunderbirds de Seattle | LHOu       | 64  | 19               | 19               | 38               | 85               | -                | -  | -                    | -                    | -                    |                      |                      |
| 2015-2016  | Thunderbirds de Seattle | LHOu       | 64  | 30               | 31               | 61               | 107              | 16               | 7  | 8                    | 15                   | 8                    |                      |                      |
| 2016-2017  | Thunderbirds de Seattle | LHOu       | 54  | 26               | 34               | 60               | 101              | 19               | 12 | 19                   | 31                   | 37                   |                      |                      |
| 2017-2018  | Mallards de Quad City   | ECHL       | 20  | 9                | 7                | 16               | 10               | -                | -  | -                    | -                    | -                    |                      |                      |
| 2017-2018  | Wolves de Chicago       | LAH        | 44  | 5                | 8                | 13               | 46               | 3                | 1  | 0                    | 1                    | 0                    |                      |                      |
| 2018-2019  | Wolves de Chicago       | LAH        | 74  | 20               | 16               | 36               | 90               | 21               | 6  | 5                    | 11                   | 48                   |                      |                      |
| 2019-2020  | Wolves de Chicago       | LAH        | 33  | 3                | 15               | 18               | 21               | -                | -  | -                    | -                    | -                    |                      |                      |
| 2019-2020  | Golden Knights de Vegas | LNH        | 1   | 0                | 0                | 0                | 0                | -                | -  | -                    | -                    | -                    |                      |                      |
| 2020-2021  | Golden Knights de Vegas | LNH        | 44  | 3                | 10               | 13               | 30               | 17               | 1  | 3                    | 4                    | 4                    |                      |                      |
| 2021-2022  | Golden Knights de Vegas | LNH        | 77  | 7                | 17               | 24               | 68               | -                | -  | -                    | -                    | -                    |                      |                      |
| 2022-2023  | Golden Knights de Vegas | LNH        | 74  | 8                | 10               | 18               | 68               | 22               | 2  | 3                    | 5                    | 50                   |                      |                      |
| 2023-2024  | Golden Knights de Vegas | LNH        | 79  | 8                | 10               | 18               | 49               | 6                | 0  | 0                    | 0                    | 2                    |                      |                      |
| 2024-2025  | Golden Knights de Vegas | LNH        | 82  | 12               | 18               | 30               | 53               | 11               | 0  | 1                    | 1                    | 6                    |                      |                      |
| Totaux LNH | Totaux LNH              | Totaux LNH | 357 | 38               | 65               | 103              | 268              | 56               | 3  | 7                    | 10                   | 62                   |                      |                      |

### En équipe nationale
| Année | Équipe     | Compétition          |   | PJ | B | A | Pts | Pun      |  | Résultat |
| 2014  | Canada U17 | Défi mondial -17 ans | 5 | 2  | 2 | 4 | 2   | 9e place |  |          |

## Trophées et honneurs personnels

### Ligue nationale de hockey
- 2022-2023 : champion de la coupe Stanley avec les Golden Knights de Vegas